# Hampshire megye (Massachusetts)
Hampshire megye az Amerikai Egyesült Államokban, azon belül Massachusetts államban található. Megyeszékhelye Northampton, legnagyobb városa Amherst. Lakosainak száma 162 308 fő (2020. április 1.). Hampshire megye Franklin, Worcester, Hampden és Berkshire megyékkel határos.

## Népesség
A megye népességének változása:
| Lakosok száma | 159 195 | 159 844 | 159 791 | 159 596 | 161 292 | 162 308 |
|               | 2010    | 2011    | 2012    | 2013    | 2015    | 2020    |